# Киверниково (Ивановская область)

Киве́рниково — деревня в составе Раменского сельского поселения Палехского района Ивановской области.

## География
Деревня находится на берегу реки Матня, в 8 км от пгт Палех.

## Население
Постоянное население в деревне отсутствует. 
| 1859 | 1905 | 2010 |
| ---- | ---- | ---- |
| 135  | ↗182 | ↘3   |

## История
В советские времена в Киверниково насчитывалось 20 дворов, а окружающие сельскохозяйственные угодья относились к колхозу имени Горбатова.
Деревня Киверниково в 2005–2009 годах входило в Клетинское сельское поселение.
10 декабря 2009 село вошло в расширенное Раменское сельское поселение.
6 февраля 2012 года во время спора между двумя последними жителями населенного пункта один из них убил другого. Убийцу задержали, и он признался в содеянном. В результате село осталось без постоянного населения. 18 мая 2012 последний житель был приговорен к 8 годам заключения.
Также в Киверниково расположено несколько дач.